# Pyrausta rectefascialis
Pyrausta rectefascialis là một loài bướm đêm trong họ Crambidae.